# Greg Brockman

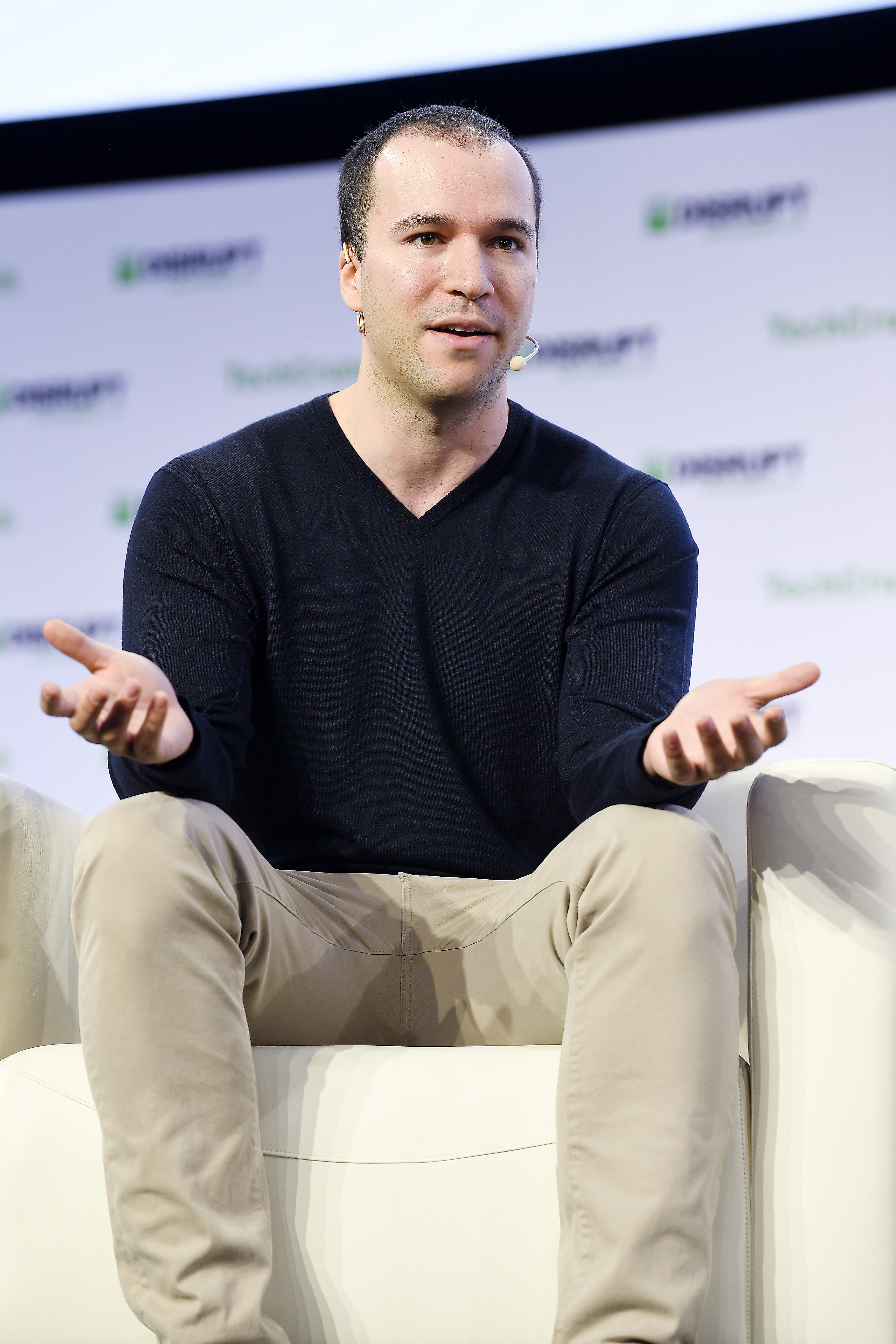
Greg Brockman, 2019

Greg Brockman (* 29. November 1987 in Thompson, North Dakota) ist ein US-amerikanischer Informatiker. Er ist Mitbegründer und Vorsitzender von OpenAI, einem Forschungsunternehmen für Künstliche Intelligenz.
Brockmann studierte ab 2008 Mathematik und Informatik an der Harvard University sowie 2010 auch Informatik am Massachusetts Institute of Technology. Er arbeitete später beim Online-Bezahldienst Stripe, bevor er 2015 die OpenAI mitgründete. Hinter CEO Sam Altman ist er die Nummer zwei in der Leitung des Unternehmens und mitverantwortlich für die Entwicklung von Programmen wie ChatGPT und DALL-E. Zurzeit ist Brockman Verwaltungsratschef und President. Nach der überraschenden Entlassung von Altman im November 2023 trat er zurück, kehrte aber mit der Wiedereinstellung von Altman zu OpenAI zurück.